# Астерікс і Обелікс: Місія Клеопатра
«Астерікс і Обелікс: Місія Клеопатра» (фр. Astérix et Obélix : Mission Cléopâtre) — французька кінокомедія 2002 року, заснована на коміксі «Астерікс і Обелікс» Рене Ґосінні та Альбера Удерзо. Фільм є сиквелом до стрічки «Астерікс і Обелікс проти Цезаря» (1999). Продовженням фільму стали стрічки «Астерікс на Олімпійських іграх» (2008) та «Астерікс і Обелікс у Британії» (2012). Фільм зрежисований Аленом Шаба (він також зіграв одну з ролей), головні ролі виконали Жерар Депардьє, Крістіан Клав'є, Моніка Беллуччі та Жамель Деббуз.

## Опис
Події фільму розгортаються в 52 році до Різдва Христового. Ще не вся Галлія підкорена римлянами, але Єгипет, яким править Клеопатра потрапляє під гніт Римської Імперії. Прекрасна й горда королева укладає з Цезарем парі: якщо вона зможе побудувати найрозкішніший палац для імператора за три місяці у центрі пустелі, той привселюдно визнає єгиптян найвеличнішим із народів. Щоб упоратися із цим складним завданням, Клеопатра вибирає Нумеробіса — авангардного архітектора. Якщо він виконає наказ, — буде купатися в золоті. Якщо ні, — буде кинутий у клітку до зголоднілих царських крокодилів. Амонбофіс, придворний архітектор Клеопатри, розлючений таким поворотом подій і обіцяє Нумеробісу, що завадить йому за будь-яку ціну. Нумеробіс починає приготування до будівництва, а його асистент Отіс каже, що тут може допомогти тільки диво. Нумеробіс згадує розповіді свого батька про друїда Панорамікса, який готує чарівний напій, який робить того, хто випив його, всемогутнім. Він доручає Отісу готувати будівництво, а сам вирушає до Галлії.

## У ролях
- Моніка Беллуччі — Клеопатра
- Жерар Депардьє — Обелікс
- Крістіан Клав'є — Астерікс
- Жамель Деббуз — Нумеробіс
- Ален Шаба — Юлій Цезар
- Клод Ріш — Панаромікс
- Жерар Дармон — Амонбофіс
- Едуар Баер — Отіс
- Дьєдонне Мбала — Кай Сеплюс
- Мусс Діуф — Баба
- Марина Фоїс — Сюстталаніс
- Бернар Фарсі — Червоноборід
- Жан Бенгігі — Малопрокіс
- Мішель Кремадес — роль другого плану
- Жан-Поль Рув — роль другого плану
- Едуар Монтут — Некуксіс
- Шанталь Лобі — Гнідабус
- Ноемі Ленор — Гівміекіс
- Абдель Суфі — роль другого плану
- Фред Тесто — роль другого плану
- Пату — роль другого плану
- Домінік Беснеар — епізод
- Зінедін Суалем — епізод
- Сіріл Раффаеллі — епізод
- Софі Ноель — епізод
- Філіп Чані — епізод
- Робер Кешишян — епізод
- Крістіан Газіо — епізод
- Ізабель Нанті — Водафоніс
- Луї Летер'є — епізод
- Емма де Коне — епізод
- Момо Дебуз — епізод
- Клод Беррі — епізод
- Патрік Бордьє — епізод
- Віктор Лук'яненко — епізод
- Кандід Санчес — епізод
- Сиріл Касмезе — епізод
- Паскаль Венсан — епізод
- П'єр-Франсуа Мартен-Лаваль — епізод
- Жан-П'єр Лаззеріні — епізод
- Ксавьє Малі — епізод
- Моріс Бартелемі — епізод
- Еммануель Ланзі — епізод
- Абделькадер Лофті — епізод
- Матьє Кассовітц — епізод
- Омар Сі — епізод
- Фату Н'Дія — епізод
- Мохамед Несрате — епізод
- Джоель Кантона — епізод
- Абдеррахім Даріс — епізод
- Атік Мухамед — епізод

## Знімальна група
- Режисер — Ален Шаба
- Продюсери — Клод Беррі, Ален Шаба, Сарім Фассі Фаїрі, П'єр Грюнштейн, Томас Лангманн, Дітер Мейєр, Роланд Пеллегріно
- Сценарист — Ален Шаба, Рене Ґосінні, Альбер Удерзо
- Композитор — Філіп Чані
- Оператор — Лоран Дайлон

## Нагороди
- 2003: Премія Сезар за найкращий дизайн костюмів.